# Guatteria denudata
Guatteria denudata är en kirimojaväxtart som beskrevs av Robert Elias Fries. Guatteria denudata ingår i släktet Guatteria och familjen kirimojaväxter. Inga underarter finns listade i Catalogue of Life.